# (5407) 1992 AX
Az (5407) 1992 AX egy marsközeli kisbolygó. Ueda és Kaneda fedezte fel 1992. január 4-én.